# Seznam divizij Waffen-SS
Seznam divizij Waffen-SS.

## Seznam
- 1. SS-Panzer-Division Leibstandarte  »Adolf Hitler«
- 2. SS-Panzer-Division »Das Reich«
- 3. SS-Panzer-Division »Totenkopf«
- 4. SS-Polizei-Panzer-Grenadier-Division
- 5. SS-Panzer-Division »Wiking«
- 6. SS-Gebirgs-Division »Nord«
- 7. SS-Freiwilligen-Gebirgs-Division »Prinz Eugen«
- 8. SS-Kavallerie-Division »Florian Geyer«
- 9. SS-Panzer-Division »Hohenstaufen«
- 10. SS-Panzer-Division »Frundsberg«
- 11. SS-Freiwilligen-Panzergrenadier-Division »Nordland«
- 12. SS-Panzer-Division »Hitlerjugend«
- 13. Waffen-Gebirgs-Division der SS »Handschar« (kroatische Nr. 1)
- 14. Waffen-Grenadier-Division der SS (ukrainische Nr. 1)
- 15. Waffen-Grenadier-Division der SS (lettische Nr. 1)
- 16. SS-Panzergrenadier-Division »Reichsführer-SS«
- 17. SS-Panzergrenadier-Division »Götz von Berlichingen«
- 18. SS Freiwilligen-Panzergrenadier-Division »Horst Wessel«
- 19. Waffen-Grenadier-Division der SS (lettisches Nr. 2)
- 20. Waffen-Grenadier-Division der SS (estnische Nr. 1)
- 21. Waffen-Gebirgs-Division der SS »Skanderbeg« (albanische Nr. 1)
- 22. SS-Freiwilligen-Kavallerie-Division »Maria Theresa«
- 23. Waffen-Gebirgs-Division der SS »Kama« (kroatische Nr. 2)
- 23. SS-Freiwilligen-Panzergrenadier-Division »Nederland« (niederlandische Nr. 1)
- 24. Waffen-Gebirgs-(Karstjäger-)Division der SS
- 25. Waffen-Grenadier-Division der SS »Hunyadi« (ungarische Nr. 1)
- 26. Waffen-Grenadier-Division der SS »Hungaria« (ungarische Nr. 2)
- 27. SS-Freiwilligen-Grenadier-Division »Langemarck« (flämische Nr. 1)
- 28. SS-Freiwilligen-Grenadier-Division »Wallonien«
- 29. Waffen-Grenadier-Division der SS (russische Nr. 1)
- 29. Waffen-Grenadier-Division der SS (italienische Nr. 1)
- 30. Waffen-Grenadier-Division der SS (russische Nr. 2)
- 30. Waffen-Grenadier-Division der SS (weissruthenische Nr. 1)
- 31. SS-Freiwilligen-Grenadier-Division
- 32. SS-Freiwilligen-Grenadier-Division »30. Januar«
- 33. Waffen-Kavallerie-Division der SS (ungarnische Nr. 3)
- 33. Waffen-Grenadier-Division der SS »Charlemagne« (französische Nr. 1)
- 34. SS-Freiwilligen-Grenadier-Division »Landstorm Nederland«
- 35. SS- und Polizei-Grenadier-Division
- 36. Waffen-Grenadier-Division der SS
- 37. SS-Freiwilligen-Kavallerie-Division »Lützow«
- 38. SS-Grenadier-Division »Nibelungen«